# Christina Grimmie
Christina Victoria Grimmie (Marlton, 12 marzo 1994 – Orlando, 10 giugno 2016) è stata una cantante, pianista e youtuber statunitense.
Inizialmente conosciuta su YouTube e su Internet anche come zeldaxlove64 per le sue cover di canzoni di successo, nel giugno del 2011 ha pubblicato il suo EP di debutto, Find Me.

## Biografia

### Notorietà su YouTube (2009-2011)
Nasce a Marlton, nel New Jersey, in una famiglia di origini italiane e rumene.. La sua notorietà aumenta dopo la pubblicazione su YouTube delle sue cover di Just a Dream di Nelly e Party in the USA di Miley Cyrus, nell'estate 2009. Avendo avuto oltre 24 milioni di visite sul suo canale a cominciare da dicembre 2011, ciò ha fatto del suo canale uno dei primi cinque più visitati della categoria musicale. Inoltre si piazza al numero 2 nella top 5 al concorso MyYouTube, alle spalle di Selena Gomez, e davanti a Rihanna, Nicki Minaj e Justin Bieber.

### Le prime esibizioni dal vivo e il primo EP (2011)
Nel 2011 partecipa al concerto di beneficenza UNICEF e fa da seconda voce per i Selena Gomez & the Scene. Prende inoltre parte al primo Digitour, progettato appositamente per gli artisti di YouTube. Durante il Concerto della Speranza ha aperto le esibizioni per Selena Gomez & The Scene, Allstar Weekend e Jonas Brothers.
Gira per sei settimane con i Selena Gomez & The Scene per le date di apertura del We Own the Night Tour e appare al The Ellen DeGeneres Show esibendosi con Tyler Ward in una cover di Lil Wayne intitolata How to Love, andata in onda il 10 ottobre 2011. Il 20 novembre Christina Grimmie si esibisce nel preshow agli American Music Award del 2011 a fianco a Taio Cruz per una versione speciale di Higher.
Il 14 giugno 2011 viene pubblicato il suo primo EP, intitolato Find Me. Advice, il suo singolo di debutto, viene in seguito distribuito a Radio Disney l'11 giugno, e il video musicale del singolo viene pubblicato il 19 luglio sul suo canale YouTube.
Durante i Music Awards ha avuto anche modo di esibirsi con la sua canzone Not Fragile insieme ai Selena Gomez & The Scene. Ha avuto in seguito modo di cantare la sua Advice nello show di Disney Channel So Random! l'11 dicembre 2011.

### With Lovee la partecipazione aThe Voice(2012-2014)
Nel gennaio del 2012 annuncia ai suoi fan su Facebook e Twitter di essersi trasferita a Los Angeles per proseguire la sua carriera di cantante. Nel 2013 annuncia l'imminente uscita del suo primo album in studio, intitolato With Love e pubblicato il 6 agosto dello stesso anno.
Nel 2014 partecipa alla sesta stagione della competizione canora della NBC The Voice. Alla blind audition si esibisce con la hit Wrecking Ball di Miley Cyrus. Le sue versioni di Hold On, We're Going Home, How to Love, Somebody That I Used to Know con il coach Adam Levine e Can't Help Falling in Love raggiungono tutte la top ten su iTunes. Alla fine si classifica terza. Partecipa poi al The Voice Summer Tour, iniziato il 21 giugno 2014 a San Antonio, Texas.

### Gli ultimi singoli eSide A(2015-2016)
Il 4 marzo 2015 la Grimmie annuncia di aver chiuso il contratto che la legava alla Island Records e che sta lavorando a un nuovo album. Un nuovo singolo intitolato Cliché viene pubblicato il 16 marzo 2015, seguito il 27 aprile 2015 da un altro singolo inedito, Stay with Me, in collaborazione con Diamonds Eyes. Partecipa come concorrente all'iHeartRadio Contest, risultando vincitrice del Rising Star Contest, assicurandosi l'apertura dell'edizione 2015 dell'iHeartRadio Music Festival a settembre. Sempre nel 2015 partecipa alle riprese del film The Matchbreaker, diretto da Caleb Vetter e in uscita nel 2016.
Nel febbraio 2016 pubblica indipendentemente il suo secondo EP, Side A. Nella prima settimana di giugno 2016, alcuni giorni prima della sua morte, annuncia di voler pubblicare un secondo album di inediti entro la fine dell'anno, che avrebbe iniziato a scrivere dopo il tour statunitense a supporto del gruppo pop punk Before You Exit.

### L'uccisione
Verso le prime ore del 10 giugno 2016 viene uccisa per mezzo di un'arma da fuoco al termine di un concerto ad Orlando, in Florida, presso il Plaza Live Theater. Ad aprire il fuoco è Kevin James Loibl, ventisettenne da tempo stalker della cantante, che spara tre colpi a Christina mentre stava firmando autografi per i suoi fan. L'uomo, bloccato dal fratello dell'artista, riesce a rivolgere l'arma contro se stesso e a uccidersi. Secondo la polizia, l'aggressore aveva due pistole, vari caricatori e un grosso coltello da caccia. Ricoverata urgentemente in un ospedale della città, Christina Grimmie è stata dichiarata morta quella stessa mattina. I suoi funerali si sono tenuti il 16 giugno 2016 a Marlton, nel luogo di nascita della cantante.

### Pubblicazioni postume eSide B(dal 2017)
Il 16 febbraio 2017 viene pubblicato il lyric video ufficiale del primo singolo, Invisible.
Il 21 aprile dello stesso anno è stato pubblicato l'EP Side B, già finito di registrare prima della morte di Christina, con il permesso dei suoi genitori. Il 9 giugno successivo esce l'album All is Vanity.

## Discografia

### Album in studio
- 2013 – With Love
- 2017 – All Is Vanity (postumo)

### Raccolte
- 2011 – The Complete Season 6 Collection (The Voice Performance)

### EP
- 2011 – Find Me
- 2016 – Side A
- 2017 – Side B (postumo)

## Filmografia
- The Matchbreaker, regia di Caleb Vetter (2016)

## Apparizioni televisive
| Anno | Titolo                          | Ruolo       |
| ---- | ------------------------------- | ----------- |
| 2011 | So Random!                      | Performer   |
| 2011 | The Click Clique                | Performer   |
| 2012 | Power Up with Christina Grimmie | Conduttrice |
| 2012 | Dancing with the Stars          | Performer   |
| 2013 | Dancing with the Stars          | Performer   |
| 2014 | Dancing with the Stars          | Performer   |

## Premi e nomination
| Anno | Premio                        | Categoria                        | Risultato       |
| ---- | ----------------------------- | -------------------------------- | --------------- |
| 2011 | American Music Award          | New Media Honoree (femminile)    | Vincitore/trice |
| 2011 | Youth Rock Awards 2011        | Rockin' Indie Artist of the Year | Vincitore/trice |
| 2012 | Intense Radio's Music Awards  | Best Female Cover Artist         | Vincitore/trice |
| 2012 | Intense Radio's Music Awards  | Overall Best Cover Artist        | Candidato/a     |
| 2013 | Radio Disney Music Awards     | Biggest Viral Artist             | Candidato/a     |
| 2013 | Grimmex Radio's Talent Awards | Best Female Cover Artist         | Candidato/a     |
| 2014 | Young Hollywood Awards        | Viral Superstar                  | Candidato/a     |
| 2014 | Teen Choice Awardss           | Choice Web Star: Music           | Candidato/a     |
| 2015 | iHeart Contest                | Radio Rising Star                | Vincitore/trice |
| 2016 | Teen Choice Award             | Choice Web Star: Music           | Vincitore/trice |